# 第一維利內
48°48′35″N 36°37′25″E / 48.80972°N 36.62361°E
 第一維利內（烏克蘭語：Вільне Перше）是位於烏克蘭東部的村莊，由哈爾科夫州洛佐瓦區的布利茲紐基市鎮負責管轄。該村始建於1929年，面積0.46平方公里，海拔高度184米，2001年人口152，人口密度每平方公里330.4人。